# Én kicsike vagyok
Az Én kicsike vagyok kezdetű gyerekdalt Vikár Béla gyűjtötte az Udvarhely vármegyei Firtosváralján 1900-ban. A dallamot Bartók Béla jegyezte le.
Feldolgozás:
| Szerző        | Mire       | Mű                 | Előadás |
| ------------- | ---------- | ------------------ | ------- |
| Kodály Zoltán | gyermekkar | Pünkösdölő, 2. dal | [ 1 ]   |

## Kotta és dallam
| Én kicsike vagyok, nagyot nem mondhatok, szüleim kertjében most nyílni akarok. | Ki akarok nyílni, mint pünkösdi rózsa, de ki nem nyílhatok, csak illatozhatok. |

Pünkösdöléskor az alábbi szöveggel éneklik:
| Elhozta az Isten piros pünkösd napját, mi is meghordozzuk királyné asszonykát. | Piros pünkösd napján mindenek újulnak, a kertek, a mezők virágba borulnak. |
| A szép leányoknak rózsa koszorúját, a szép legényeknek szegfű bokrétáját.      | Öreg asszonyoknak porhanyós pogácsát, öreg embereknek csutora borocskát.   |

## Felvételek
- Én kicsike vagyok. YouTube (2013. március 23.)  (Hozzáférés: 2016. június 24.) (audió) ének
- Én kicsike vagyok. Ovitévé  YouTube (2012. szeptember 27.)  (Hozzáférés: 2016. június 24.) (videó) egyszólamú gyerekkar hangszeres kísérettel